# Micro-région de Szekszárd
La micro-région de Szekszárd (en hongrois : szekszárdi kistérség) est une micro-région statistique hongroise rassemblant plusieurs localités autour de Szekszárd.